# 573

573(오백칠십삼)은 572보다 크고 574보다 작은 자연수다.

## 수학
- 합성수로, 그 약수는 1, 3, 191, 573이다. 진약수의 합은 195이므로, 573은 부족수다.
  - 179번째 반소수다. 앞의 반소수는 566, 다음 반소수는 579다.
- {\displaystyle 7^{10}-1}은 573으로 나누어떨어진다.

## 과학
- NGC 573: 안드로메다자리 방향에 있는 나선은하.

## 교통
- 고속도로
  - 유럽 고속도로 573호선: 헝가리 퓌슈푀클러다니에서 우크라이나 우지호로드까지 이어지는 유럽 고속도로.
  - 아우토반 573호선: 아르바일러군 바트노이에나르아르바일러 내를 관통하는 독일의 고속도로.
- 기타 도로
  - 현도 제573호선

## 군사
- U-573(영어판): 제2차 세계 대전에 사용된 나치 독일의 군용 잠수함.

## 문화유산
- 대한민국의 보물 제573호: 시천견록및서천견록

## 기타
- 연도: 573년, 기원전 573년
- 일본의 게임 기업 코나미의 숫자 고로아와세. 일본어의 숫자 음읽기가 5는 ‘고’ご, 7은 ‘나나’(なな), 3은 ‘미’(み)인 것에서 유래했다.
  - 그라디우스, 사라만다 등 코나미의 슈팅 게임들의 초기 최고 점수가 57,300점인 경우가 있다.

## 같이 보기
- 765